# Elisabeth Schröder (Schriftstellerin)
Elisabeth „Lisbeth“ Schröder (* 4. September 1877 in Goldewin; † 1953 in Ribnitz) war eine deutsche Schriftstellerin, die vor allem plattdeutsch schrieb.

## Leben
Sie kam 1877 als Tochter des Schriftstellers Helmuth Schröder (1842–1909) zur Welt. Sie lebte mit ihrem Vater bis zu dessen Tod zusammen und half ihm bei der Fertigstellung seines letzten Buches Ut minen lütten Gorden, das 1909 erschien. Sie selbst verfasste plattdeutsche Gedichte sowie das Bühnenstück Die Heidekönigin. Im Jahr 1935 erschien ihr Stück Austköst, das unter anderem von Richard Suhr (1892–1959) inszeniert wurde.
Schröder starb 1953 unverheiratet in Ribnitz.